# Leonardo dos Santos Lima
Leonardo dos Santos Lima (født 24. februar 1991) er en brasiliansk fodboldspiller.